# Eleonora Carrillo
Eleonora Beatrice Carrillo Alamanni, es una modelo y actriz salvadoreña, que obtuvo el título de Miss El Salvador en el año 1995, representando a El Salvador en la edición de Miss Universo 1995, que se llevó a cabo en Windhoek, Namibia en África.

## Concursos de Belleza
Eleonora fue elegida como Miss El Salvador en 1995, cuando este concurso se realizaba a puerta cerrada, solamente se elegían de entre cinco o seis señoritas a la representante para Miss Universo.
Previo a su participación en Miss Universo, Eleonora, estuvo en otros concursos de belleza, entre ellos, Miss Hispanidad 1993, en el cual no logró figurar entre las finalistas, Nuestra belleza 1994, en el cual se colocó como cuarta finalista, para luego colocarse entre las 10 finalistas de la edición de Miss Universo 1995, colocándose como la tercera representante de El Salvador en colocarse en semifinales, luego que en 1975 lo hiciera Carmen Elena Figueroa y previamente en 1955 Maribel Arrieta Gálvez.
Ya dentro del concurso Eleonora logró conseguir el más alto puntaje en la ronda de entrevistas 9.67, quedándose en el primer lugar, pero, en las rondas de traje de baño y de noche se quedó en décima posición con 9.30 y 9.53 respectivamente, dejándole al final con la octava posición.

## Vida personal
Eleonora, es hija de la exprocuradora de los Derechos Humanos de El Salvador, Beatrice Alamanni de Carrillo, quien es ampliamente conocida en la vida política salvadoreña. Eleonora también fue una estudiante muy aplicada, ya que fue primera bachiller de su generación, además habla 3 idiomas inglés, italiano y español.
Actualmente Eleonora trabaja como abogada en España.
| Predecesor: Miss El Salvador 1994  | Miss El Salvador 1995                                | Sucesor: Miss El Salvador 1996 |
| Predecesor: Claudia Méndez Cuellar | Miss El Salvador Eleonora Beatrice Carrillo Alamanni | Sucesor: Carmen Milena Mayorga |